# Пеньки (Рязанская область)
Пеньки — село, административный центр Пеньковского сельского поселения Пителинского района Рязанской области России. Расположено в километре на северо-восток от Пителино.

## История
Село Пеньки впервые упоминается в переписных Шацких книгах с 1676 г. До середины XVIII в. оно относилось к Среднему стану Шацкого уезда, затем перешло в Елатомский уезд Тамбовской губернии. Наименование Пеньки получали населённые пункты, возникшие на месте вырубленного леса. О возникновении Пеньков была написана рукописная книга, которая передавалась от одного старосты другому (их избирало общество на сходах). Эта книга сгорела в 1926 г., когда в хозяйстве последнего старосты села Максима Брысаева случился пожар. Хоть книга и сгорела, основные предания сохранились в памяти людской.
Первоначально село располагалось на западной стороне оврага Глиняная яма. Среди жителей преобладали татары, русских семей насчитывалось меньше. Вероятно поэтому Пеньки называли погаными - Поганые Пеньки (ещё со времен Батыя русичи окрестили всех представителей тюркских племен погаными). Двойное название села объясняется ещё и тем, что в Среднем стане Шацкого уезда имелись ещё одни Пеньки - Полтевы (Кадомского района).
От оврага Глиняная яма к озеру Сегма раньше рос густой еловый лес. Его постепенно вырубали, освобождая землю под пахоту. По селу протекала не пересыхавшая речка Владимирка. Дома ставились очень близко друг к другу, так, что соломенные крыши двух-трёх изб порой смыкались в одну.
В окладной книге церквей Шацкого уезда 1667 г. уже упоминается деревянная церковь Преображения с поповским домом, четыре боярских, 49 крестьянских и 12 вдовьих дворов. В грамоте 1688 г. из приказа Казанского дворца боярину князю А. Голицыну "пожаловано к селу Пеньки земли 950 четвертей в поле...". По первой и второй ревизиям, соответственно 1721 г. и 1745 г. Пеньками владели князья Голицыны.
По третьей ревизии 1761-1767 гг. в Пеньках проживало 368 крестьян мужского пола, принадлежавших княжне А. С. Голицыной. Во время генерального межевания 1783 г. Пеньки с 496 крестьянами мужского пола и 1432 дес. земли были владениями генерал-поручика Василия Владимировича Грушецкого. Кроме Пеньков генерал Грушецкий владел также душами в Пителине, Темиреве, Саверке, Хохловке и Желудёвке. В удачной карточной игре он выиграл у некоего литовского боярина немалое количество крепостных, которых не преминул переселить в своё имение - Поганые Пеньки. Получилось так, что в селе стало больше русских и литовцев, чем татар. Такое положение не устраивало мусульманскую общину. В конце концов, татары перекочевали за реку Мокшу.
Само село Пеньки постепенно «перекочевало» на восточный берег оврага Глиняная яма. Называться оно стало наряду с Погаными также и Грушевскими Пеньками, от фамилии владельца села. Местных жителей в округе прозывали талагаями, то есть пришлыми. В 1862 г. в Пеньках насчитывалось 156 домов с населением 1495 человек, построена деревянная церковь на средства прихожан. Перед отменой крепостного права владения Грушецких перешли к помещику Балашову.
В 1875 г. на самом высоком месте на краю села возвысилась новая деревянная церковь (вторая или третья по счету, построенная на пожертвования мирян). Но она простояла ещё меньше своих предшественниц. Перед Великой Отечественной войной её сломали.
в 1889 г. при построенном храме открылась церковно-приходская школа. В 1872 г. в селе было училище, помещавшееся в наёмной грязной курной избе вместе с хозяевами, где вся мебель состояла из одного стола с лавками, вокруг которого обучались 36 учеников (только мальчики). Учебниками были потрёпанные псалтыри и часослов. Обучал грамоте ребятишек отставной унтер-офицер. В 1892 г. в специальном здании открылась земская школа.
Были в ту пору в Пеньках свои знаменитости. Это участник русско-турецкой войны 1877 - 1878 гг. Арсения Глухова, награждённый Георгиевским крестом. В его честь в церкви слева от алтаря установили образ святого Арсения. Необыкновенной силой прославился Савелий Селиванов, который ходил на Святое болото на медведя, брал зверя живьем и водил его потом по селу. Болото же называли «Святым» из-за того, что однажды там нашли в ручье икону Николая Угодника. Икону очистили от ила и отдали в Темиревскую церковь. А на ручье поставили колодец, откуда стали брать воду на Крещение и Николу вешнего. Эта вода долго не портится, и за ней ходят на болото и в наши дни.
В 1914 г. в Пеньках проживало 1984 жителя, имевших 2063 дес. земли. Самыми распространенными фамилиями были - Юнькины и Торбаевы. Большая часть земель и лесов в то время принадлежали лесопромышленнику Татарникову, мыза которого располагалась у озера Ирша.
В 1924 - 1925 гг., в посёлке существовала крестьянская коммуна (около 30 дворов), явившаяся предвестницей ТОЗ и колхозов. В 1926 гг. в Пеньках родился Д. С. Тарбаев, хирург, доктор медицинских наук, профессор.
Процесс коллективизации в Пеньках начался осенью 1930 г., когда свои хозяйства объединили пять семейств, а также комсомольцы-одиночки Андрей Федорович Чирков и Александр Никитич Шуруев. К концу года в колхоз «Красный тракторист» уже вступило 35 семейств. Первым председателем правления был избран Иван Сергеевич Катков.
Хозяйство парка состояло из жатки-самосброски и жатки-лобогрейки, пяти конных молотилок, двух сеялок и двух косилок, одной силосорезки (все на конной тяге). В первые сезоны, хорошенько удобрив поля навозом, золой и птичьим пометом, колхоз получил в среднем по 18 - 20 центнеров с гектара зерновых, по 200 - картофеля.
В 1933 г. в колхоз вступили все середняки и бедняки. Середняки передали в общее пользование ветряную и механическую мельницы. Было сформировано восемь полеводческих бригад. С 1937 по 1945 гг. в колхозе имелся свой сортоучасток, на котором выращивались высокоурожайные сорта зерновых культур (до 25 центнеров с гектара). В 1939 г. «Красный тракторист» за высокие урожаи удостоился права быть участником Всесоюзной сельскохозяйственной выставки в Москве, где ему присудили диплом первой степени, премию в 10 тысяч рублей и легковой автомобиль (затем заменили на грузовик).
В 1924 г. в селе было построено здание начальной школы. При этой школе действовал драматический кружок, созданный инициативной группой местных жителей. В репертуар самодеятельных артистов входили пьесы Гоголя, Чехова, Горького. В 1932 г. в центре села открылся новый клуб (его здание прослужило до 1967 г.). В 1934 г. сформировался первый женский колхозный хор. Уже через год его участницы Анна Сергеевна Глухова и Зинаида Кузьминична Свиненкова поехали в Москву для выступления в объединённом областном хоре.

## Население
| 2010 |
| ---- |
| 380  |

## Улицы
- Весенняя (улица)
- Заречная (улица)
- Молодёжная (улица)
- Нагорная (улица)
- Садовая (улица)[3]

## Русская православная церковь
Преображенская церковь
Впервые Преображенская церковь в этом селе значится в окладных книгах 1676 года.  В 1862 году на средства прихожан была построена новая деревянная церковь взамен ветхой. Этот храм разобрали в 1940-е годы.
В наше время храм вновь восстановлен. С 2009 по 2010 года были завершены этапы строительства Преображенского храма. Был установлен купол храма и покрыта крыши колокольни.
Храм относится к Рязанская епархия Русской Православной Церкви. Настоятель — иерей Олег Трофимов.